# Attaque de drone de 2024 contre la résidence de Benyamin Netanyahou
L'attaque de drone de 2024 contre la résidence de Benyamin Netanyahou survient le 19 octobre 2024 lorsqu'une attaque de drone a lieu contre la résidence privée du Premier ministre israélien Benyamin Netanyahou dans la ville de Césarée, en Israël. L'attaque est qualifiée de tentative d'assassinat par plusieurs médias et par Netanyahou lui-même et on soupçonne qu'elle est lancée depuis le Liban. L'incident ne fait aucun blessé, Netanyahou n'étant pas chez lui au moment de l'attaque. Cette attaque s'inscrit dans le contexte de l'escalade continue entre Israël et l'Axe de la résistance, dont le Hezbollah, à la lumière du conflit israélo-libanais en cours,,.

## Attaque
Le 19 octobre 2024, la maison de Benyamin Netanyahou à Césarée est ciblée par l'un des trois drones lancés depuis le Liban. L'attaque a lieu dans un contexte de tensions accrues entre Israël et le Hezbollah, avec plusieurs roquettes et drones tirés vers des zones du nord d'Israël. L'attaque ne fait aucun blessé, Netanyahou n'étant pas à sa résidence au moment des faits. Deux autres drones lancés dans la zone sont interceptés,. Il est découvert plus tard que le drone a fissuré une fenêtre de chambre à coucher mais n'a pas réussi à pénétrer plus loin en raison du verre renforcé et des protections supplémentaires, tandis que des débris atterrissent sur une piscine et dans la cour.
Nour Odeh, journaliste d'Al Jazeera, rapporte qu'avant l'attaque, des zones du nord d'Israël sont le théâtre de plusieurs attaques à la roquette du Hezbollah, et que des sirènes sont activées dans des villes comme Haïfa et la Galilée, ce qui, selon elle, pourrait servir de leurre avant l'attaque contre la résidence de Netanyahou. Elle indique que les sirènes ne sont déclenchées autour de Césarée qu'après la confirmation de l'attaque contre la résidence de Netanyahou.

## Réactions

### Israël
Benyamin Netanyahou qualifie l'attaque de tentative d'assassinat contre lui-même et sa femme Sara Netanyahou menée par des mandataires iraniens, déclarant qu'ils ont "commis une amère erreur". Il déclare en outre que l'attaque n'entravera ni ne dissuadera Israël de "la guerre de renaissance" contre les ennemis d'Israël et ne garantira pas la sécurité d'Israël pour les générations à venir.
Le ministre israélien des Affaires étrangères, Israël Katz, déclare également que l'attaque est une tentative d'assassinat contre Netanyahou et sa famille menée par des mandataires iraniens, et qualifie l'attaque d'une nouvelle révélation du "vrai visage de l'Iran et de l'axe du mal qu'il dirige".

### Axe de la résistance
L'Iran déclare que le Hezbollah est responsable de l'attaque signalée, selon l'agence de presse officielle de la République islamique, qui cite la mission iranienne auprès de l'ONU déclarant : "L'action en question a été menée par le Hezbollah au Liban."
Le Hezbollah déclare avoir mené plusieurs frappes de roquettes dans le nord et le centre d'Israël le jour même de l'attaque, bien qu'il n'ait pas explicitement déclaré être responsable de l'attaque de drone contre la résidence de Netanyahou. Le Hezbollah revendique ensuite la responsabilité la « responsabilité totale et exclusive » de l'attaque le 22 octobre 2024,.
Nour Odeh, journaliste d'Al Jazeera, qualifie l'attaque de sujet de préoccupation pour les forces de sécurité israéliennes, étant donné que le drone réussit à frapper sa cible à 70 kilomètres de la frontière libanaise sans déclencher aucune sirène.

### Internationales
Le secrétaire américain à la Défense Lloyd Austin, après avoir reçu des informations concernant l'attaque de la part du ministre israélien de la Défense Yoav Gallant, est "soulagé" que Netanyahou ait survécu, et commence à examiner les ajustements à apporter aux opérations américaines au Moyen-Orient, y compris le déploiement d'un système de défense de zone à haute altitude pour renforcer la défense israélienne contre l'Axe de la résistance.
Le Premier ministre britannique Keir Starmer a un appel avec Netanyahou après l'attaque, exprimant son inquiétude face à l'utilisation de drones.